# Оволингорт
Оволинго́рт (рос. Оволынгорт) — село у складі Шуришкарського району Ямало-Ненецького автономного округу Тюменської області, Росія. Входить до складу Овгортського сільського поселення.
Населення — 26 осіб (2010, 36 у 2002).
Національний склад станом на 2002 рік: ханти — 100 %.
Стара назва — Овалингорт.